# Voodoo People
„Voodoo People“ je skladba britské skupiny The Prodigy, která vyšla jako jejich osmý singl dne 12. září 1994 a jako třetí singl z alba Music for the Jilted Generation. Vydán byl ve formátu 12" a jeho vlastní EP bylo v USA vydáno vydavatelstvím Mute Records.
Britské vydání obsahuje remix od The Chemical Brothers, kteří si tehdy říkali „The Dust Brothers“.
Původní video režírovali Walter Stern a Russell Curtis. Bylo natočeno v Santa Lucii a ukazovalo Leeroye Thornhilla jako voodoo kněze. Tato verze obsahovala scény zobrazující skutečný šamanismus, ale scény byly kvůli televizní cenzuře vystřiženy.
Mluvené části ( „... the voodoo who do what you don't dare do people...“ ) jsou převzaty ze skladby „The Shalimar“ od Gylana Kaina, který byl členem The Last Poets.
Hlavní riff ve skladbě je založen na vzoru skladby „Very Ape“ od Nirvany z jejich třetího alba In Utero.
Skladba byla použita skupinami jako Refused a britskou funkovou skupinou 6ix Toys, ale i v remixu skupiny Pendulum a dalších známých a méně známých umělců jako Eskimo a Shayning. Skladba byla součástí mnoha soundtracků k filmům jako Hackers, Doberman, atd.

## Seznam skladeb

### XL Recordings

#### CD singl
1. „Voodoo People“ (Edit) – 4:05
2. „Voodoo People“ (Chemical Brothers Remix) – 5:56
3. „Goa“ (The Heat the Energy Part 2) – 6:04
4. „Voodoo People“ (Original Mix) – 6:28

### Mute Records

#### 12" vinyl
1. „Voodoo People“ (Chemical Brothers Remix) – 5:56
2. „Voodoo People“ (Original Mix) – 6:28
3. „No Good (Start the Dance)“ (CJ Bolland Museum Remix) – 5:14
4. „Speedway [Theme from Fastlane]“ (Secret Knowledge Remix) – 10:26

#### EP Verze 1995
1. „Voodoo People“ (Edit) - 4:07
2. „Voodoo People“ (Chemical Brothers Remix) - 5:56
3. „No Good (Start The Dance)“ [CJ Bolland Museum Remix] - 5:13
4. „Rat Poison“ - 5:31
5. „Speedway [Theme from Fastlane]“ (Secret Knowledge Remix) - 10:25
6. „Voodoo People“ [Haiti Island Remix] - 5:23
7. „Voodoo People“ [Original Mix] - 6:26